# Raimundo Filipe Lobato
Raimundo Filipe Lobato (Alcântara, 1794 — maio de 1851) foi um político brasileiro, filho de Felipe Nery Lobato. Pai de João Climaco Lobato.
Foi presidente da província do Maranhão, de 5 de maio a 30 de outubro de 1834.